# Nolmyeon mwohani?
Nolmyeon mwohani? (놀면 뭐하니??; letteralmente "Come giochi?", anche noto come Hangout with Yoo) è un reality show sudcoreano che va in onda sulla MBC a partire dal 27 luglio 2019 ogni sabato.

## Sinossi
Inizialmente il programma aveva l'intento di seguire  Yoo Jae-suk nei suoi giorni liberi. Successivamente, sono stati affidati al conduttore alcuni progetti da portare a termine, anche impersonando alcuni suoi alter-ego. A causa della pandemia di COVID-19 in Corea del Sud alcuni progetti sono stati modificati.

### Segmenti ricorrenti
- Telecamera a staffetta: il regista Kim Tae-ho passa prima la telecamera a Yoo, il quale la passerà a un altro personaggio famoso che a sua volta la lascerà a un'altra celebrità fino a quando la memoria della telecamera non sarà piena. Diverse celebrità utilizzeranno la telecamera per registrare ciò che faranno durante i loro giorni liberi.[2][3]
- Yoo-plash: Yoo impara a suonare la batteria, assumendo il nomignolo di Yoo-go Starr (riferimento ironico a Ringo Starr, batterista dei Beatles). Gli viene insegnato a suonare un semplice ritmo di batteria, e questo campione di traccia che ha suonato viene poi distribuito in modalità staffetta a vari cantautori, musicisti e produttori famosi per lavorarci ulteriormente a loro piacimento fino a quando non viene prodotta una canzone completa. Questo segmento mostra la produzione di numerose canzoni e infine il concerto in cui Yoo esegue le canzoni nel ruolo di batterista insieme agli artisti coinvolti nel progetto.
- Bbong For Yoo: Yoo deve esordire come cantante di trot con il nome d'arte Yoo San-seul (유산슬). Questo segmento mostra la produzione delle canzoni, le lezioni di canto e tutte le attività a cui Yoo ha preso parte come cantante trot esordiente.
- Ramyeon a vita: Yoo, nei panni del suo alter-ego YooRaSek, gestisce un ristorante di ramyeon la cui clientela è formata da personaggi famosi con cui intrattiene conversazioni a cuore aperto.
- Concerto al coperto: Yoo, nei panni di Yoo Sam, va a reclutare vari musicisti e cantanti per organizzare un concerto al coperto, senza pubblico. Questo progetto è stato avviato all'ultimo minuto a causa dell'attuale pandemia di COVID-19 in Corea del Sud.
- Chicken Doctor Yoo: Yoo, impersonificando il Chicken Doctor Yoo, diventa produttore di pollo fritto coreano. Il motivo è che molti ristoranti che lo vendono hanno dovuto chiuedere a causa della pandemia di COVID-19, ma allo stesso tempo il pollo fritto è una delle pietanze maggiormente ordinate per la consegna a domicilio. Una continuazione di questo progetto, denominata Sabato il Pollo del Sabato, vede Yoo gestire insieme ad alcune altre celebrità uno stand con il compito di servire pollo fritto alle prime 100 auto che si sarebbero fermate a comprarlo.
- Summer X Dance X Yoo Jae-suk (in seguito chiamato SSAK3): Yoo, prendendo il nome d'arte U-Doragon, forma un trio misto, SSAK3 (싹쓰리), con Lee Hyo-ri e Rain. Il trio ha fatto il suo esordio il 25 luglio 2020.[4] Questo progetto nasce con l'intento di creare una canzone estiva sulla falsariga di quelle della Corea degli anni 1990, di solito eseguite da gruppi misti ormai non più in voga nel K-pop attuale.[5]
- Sorelle Rimborso: Yoo, nei panni di Jimmy Yoo, diventa il produttore dello speciale gruppo femminile di quattro membri Sorelle Rimborso (환불 원정대), che ha fatto il suo esordio il 10 ottobre 2020. Questo è uno spin-off di Lee Hyo-ri che durante il segmento SSAK3 aveva nominato Uhm Jung-hwa, Jessi e Hwasa (Mamamoo) come i membri che avrebbe desiderato nel suo gruppo femminile ideale.
- H&H Corporation: H&H sta per "Heart & Heart". Yoo, come Yoo Pang, insieme a Kim Jong-min e Defconn, raccoglie diverse storie di persone che vogliono mostrare i loro sentimenti a delle persone speciali per loro, ma hanno difficoltà a parlare. Quindi contatta tramite videochiamata o visitando personalmente i destinatari e consegna loro le storie dei mittenti.
- Piano di Ressurezione delle Canzoni Invernali: Yoo ha l'obbiettivo di trovare canzoni che trasmettano la sensazione dell'inverno e invita gli artisti a uno speciale dal vivo. Il motivo è che per alcune ragioni, in questa stagione invernale, le canzoni con la sensazione dell'inverno non sono potute essere ascoltate per le strade della Corea.
- Investire nel Varietà (in seguito chiamato 2021 Live And Fall Together): Yoo, come Canola Yoo, trova celebrità che hanno il potenziale per diventare star del varietà, insieme a Kim Jong-min e Defconn. Alla fine, il programma "Live And Fall Together", condotto in passato da Yoo, torna dopo venti anni.
- MSG Wannabe: Yoo, nei panni di Yoo Yaho (che è il fratello gemello di Jimmy Yoo), trova potenziali membri tra i personaggi famosi maschili per produrre il gruppo vocale MSG Wannabe, che è una parodia del nome del trio vocale sudcoreano SG Wannabe . Alla fine, la formazione finale di MSG Wannabe è composta da otto membri e vengono formati anche due sottogruppi: MOM (Jee Seok-jin, KCM, Wonstein, Parc Jae-jung) e JSDK (Kim Jung-min, Simon Dominic, Lee Dong-hwi, Lee Sang-yi).
- JMT: Yoo è un direttore alla JMT (Joy & Music Technology) dopo aver lasciato la Infinite Company. Questo segmento è la continuazione Infinite Company, una parodia degli impiegati molto famosa del programma Infinite Challenge.
- Hangout With Yoo+: Jeong Jun-ha, HaHa, Lee Mi-joo and Shin Bong-sun appaiono come membri del cast semi-fissi per aiutare Yoo in nuovi progetti. Dall'episodio 124 i quattro sono diventati membri fissi.
- Festival delle ghiande: Yoo, Haha e Mijoo formano il trio Toyote (토요태), una parodia dei Koyote, dopo che i tre si erano esibiti una cover di "Y" dei Freestyles ed avevano ottenuto grande successo. Il festival si focalizza sulle canzoni e sui cantanti che erano famosi su Cyworld BGM Chart.
- SG Wannabe: Yoo, nei panni dell'alter ego Yoo Pal-bong, cerca tra le celebrità donne delle potenziali cantanti per produrre il gruppo femminile di vocalist WSG Wannabe, la controparte femminile del gruppo MSG Wannabe.